# Kulturen
Kulturen är ett kulturhistoriskt museum och friluftsmuseum i Lund med historiska hus från olika tider, flertalet museiutställningar och programverksamhet för olika åldrar. Museet öppnade 1892. Museets har stora samlingar av kulturhistoriska föremål inom t ex design, konst, arkeologi, foto, textiler, hantverk och möbler. Museet bedriver arkeologiska och bebyggelseantikvariska undersökningar.
Kulturen (Kulturhistoriska föreningen för södra Sverige) är en ideell förening, som förutom Kulturen i Lund även driver Livets museum, Hökeriet och Tegnérmuseet i Lund samt Kulturens Östarp i Sjöbo kommun. Föreningen har drygt 6 000 medlemmar. 

## Historik

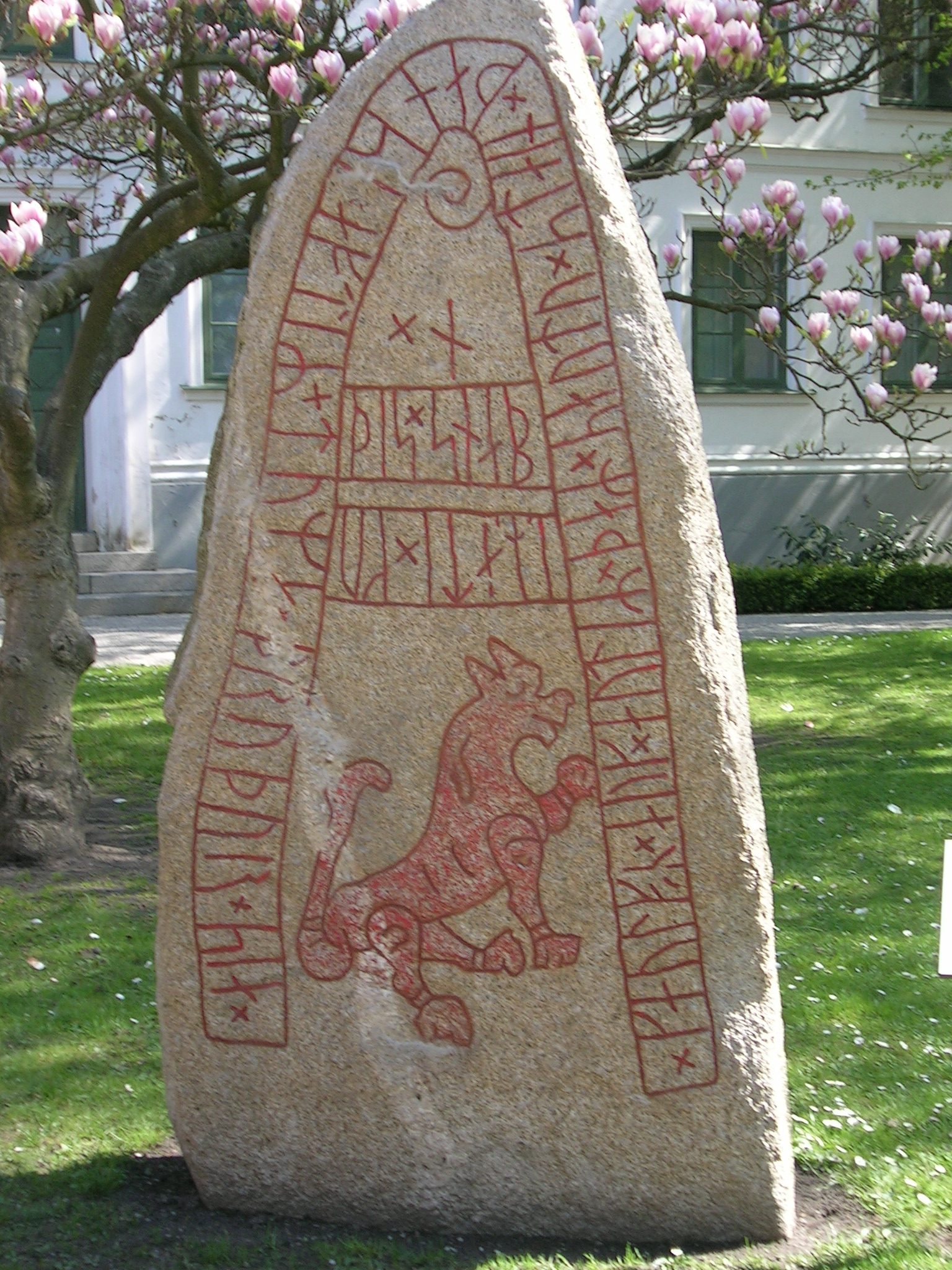
Skårbystenen 1, en av flera runstenar som är placerade framför Kulturens huvudbyggnad.

I slutet av 1800-talet präglades samhället av nationalromantiska drömmar om ett idylliskt bondesamhälle. Det fanns en oro för att gamla traditioner, levnadssätt och hantverk skulle försvinna när allt fler människor under den växande industrialismen flyttade in till städerna. Ur detta växte en rörelse fram för att slå vakt om kunskaper och föremål från det gamla bondesamhället. Man började samla in föremål och gjorde uppteckningar om folklivet för att bevara allt för framtiden. I Stockholm grundades Nordiska museet och världens första friluftsmuseum, Skansen, och på andra platser arbetade andra eldsjälar på liknande sätt med att bevara kulturarvet. Det var i detta historiska landskap Kulturen tillkom. 
År 1882 grundade Georg Karlin och några av hans studiekamrater Kulturhistoriska föreningen för södra Sverige (Kulturen). De första åren drev föreningen museiliknande verksamhet i flera olika lokaler runt om i Lund. 1892 invigdes Kulturhistoriska museet, idag kallat Kulturen i Lund, ett museum och världens andra friluftsmuseum med utgångspunkt från Herrehuset, den tillhörande tomten och de byggnader som man hade flyttat dit. I byggnaderna visades samlingarna ordnade efter olika teman. Från början var avsikten att bygga upp en sydsvensk motsvarighet till Nordiska museet, men man insåg snart att den regionala särarten måste ses i ett större internationellt perspektiv. Därför tillkom stora internationella specialsamlingar, främst inom textil och keramik. Idag utgår verksamheten från stora museisamlingar av såväl sydsvenskt kulturhistoriskt material som världskultur.
År 1923 kunde Kulturen tack vare en donation från grevinnan Wilhelmina von Hallwyl förvärva en av gårdarna i den gamla byn Östarp i Sjöbo kommun. Man hade länge letat efter en gammal skånsk bondgård som kunde flyttas till friluftsmuseet i Lund, men när man väl fann den, konstaterade Georg Karlin att den var ”så underbart belägen att dess förflyttning skulle innebära ett helgerån”. På så vis tillkom Kulturens Östarp, där man ännu idag kan uppleva en lantbruksmiljö från 1800-talets mitt. Idag har Kulturen även verksamhet vid ett flertal andra platser runtom i Skåne, däribland Lundabaserade Tegnérmuseet, Hökeriet och Livets museum, samt Medicinhistoriska museet i Helsingborg, Norlindmuseet på Borgeby slott och Bosjöklosters mölla. Huvuddelen av verksamheten bedrivs dock vid Kulturen i Lund.

## Kulturen i Lund
Kulturen i Lund är ett museum och friluftsmuseum som sträcker sig över två kvarter i centrala Lund. Det är beläget vid Tegnérsplatsen nära Lunds domkyrka. Friluftsmuseet är Sveriges näst äldsta efter Skansen i Stockholm.

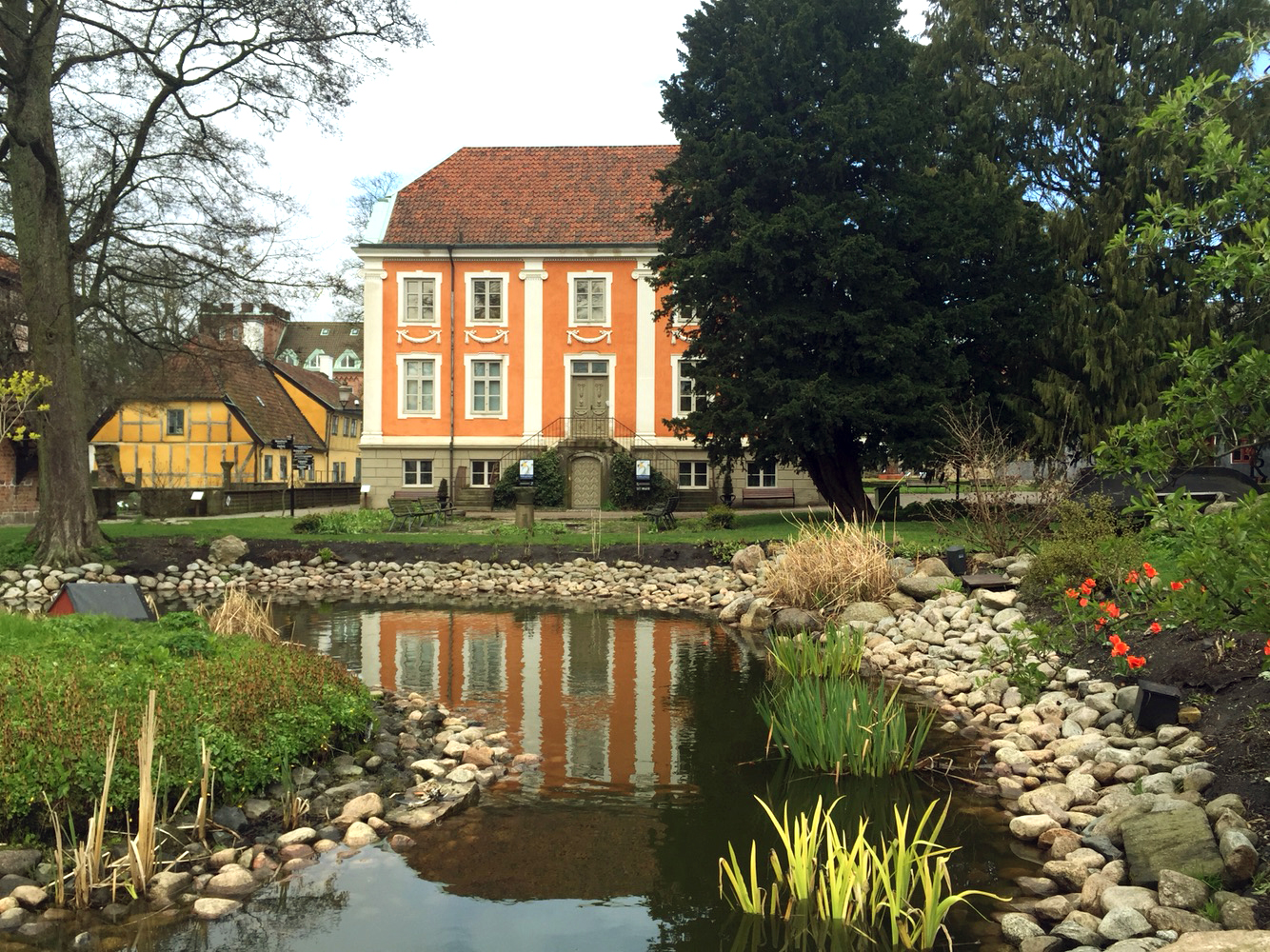
Herrehuset. När Kulturen 1890 köpte Herrehuset var det ett bostadshus i Tollska gården, och trädgården sträckte sig ända fram till Adelgatan. Köpet av fastigheten blev starten på friluftsmuseet.

1890 köpte Kulturhistoriska föreningen för södra Sverige det så kallade Tollska huset, idag kallat Herrehuset, ett stort bostadshus med damm, trädgård och lusthus. Bostadshuset gavs en ny barockfasad och ytterligare ett antal byggnader flyttades till området. Fyra av dessa skulle berätta om det gamla ståndssamhället med dess indelning i adel, präster, borgare och bönder. 1892 invigdes det som Sveriges och världens andra friluftsmuseum. I byggnaderna visades samlingarna ordnade efter teman. Under de kommande åren köptes intilliggande fastigheter. Stadskvarteret byggdes upp i omgångar 1907–1930. I de drygt trettio kulturhistoriska byggnaderna visas utställningar om kulturhistoria, hantverk, konst och design.

## Friluftsmuseet i Lund

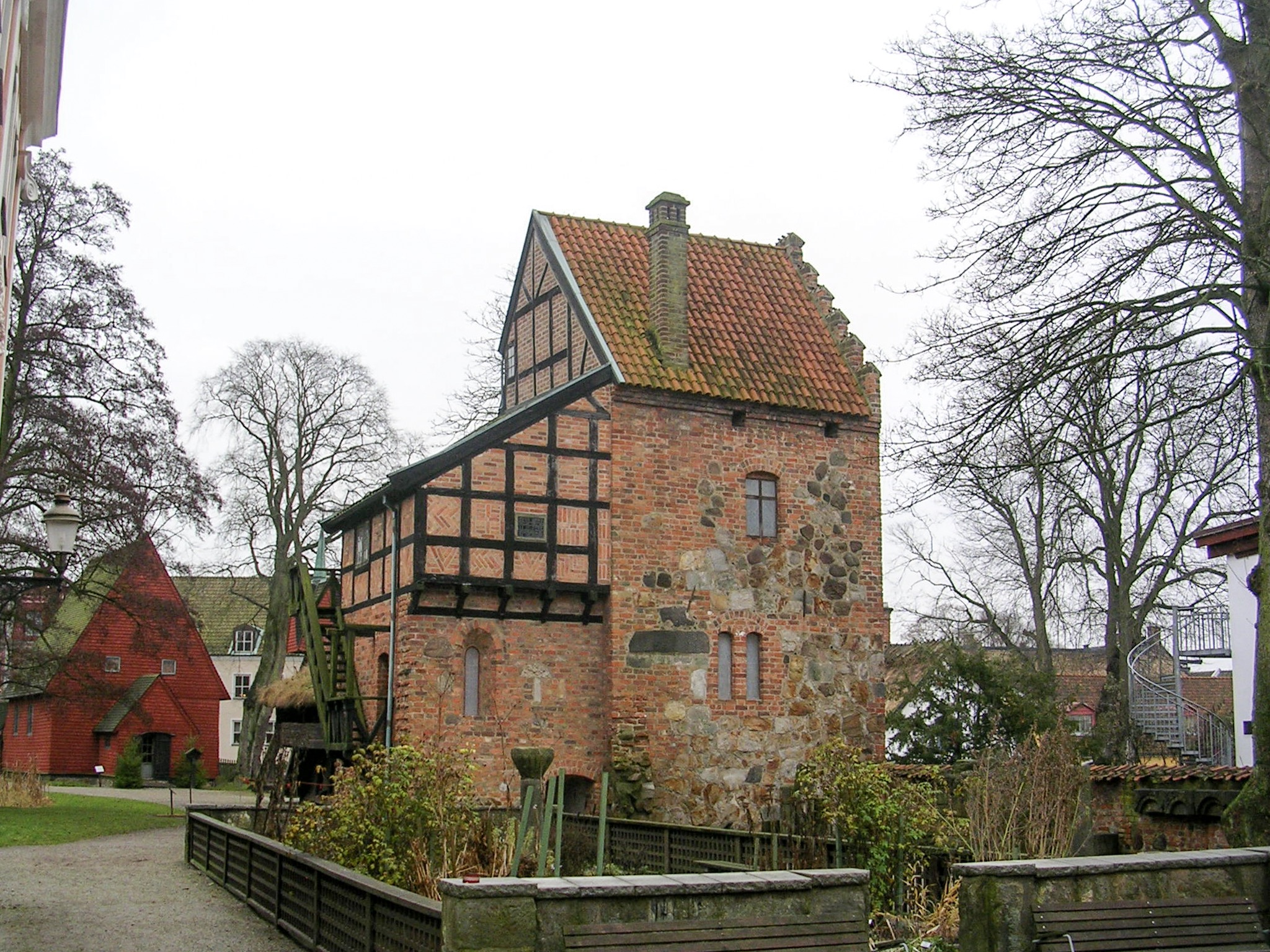
Dekanhuset.

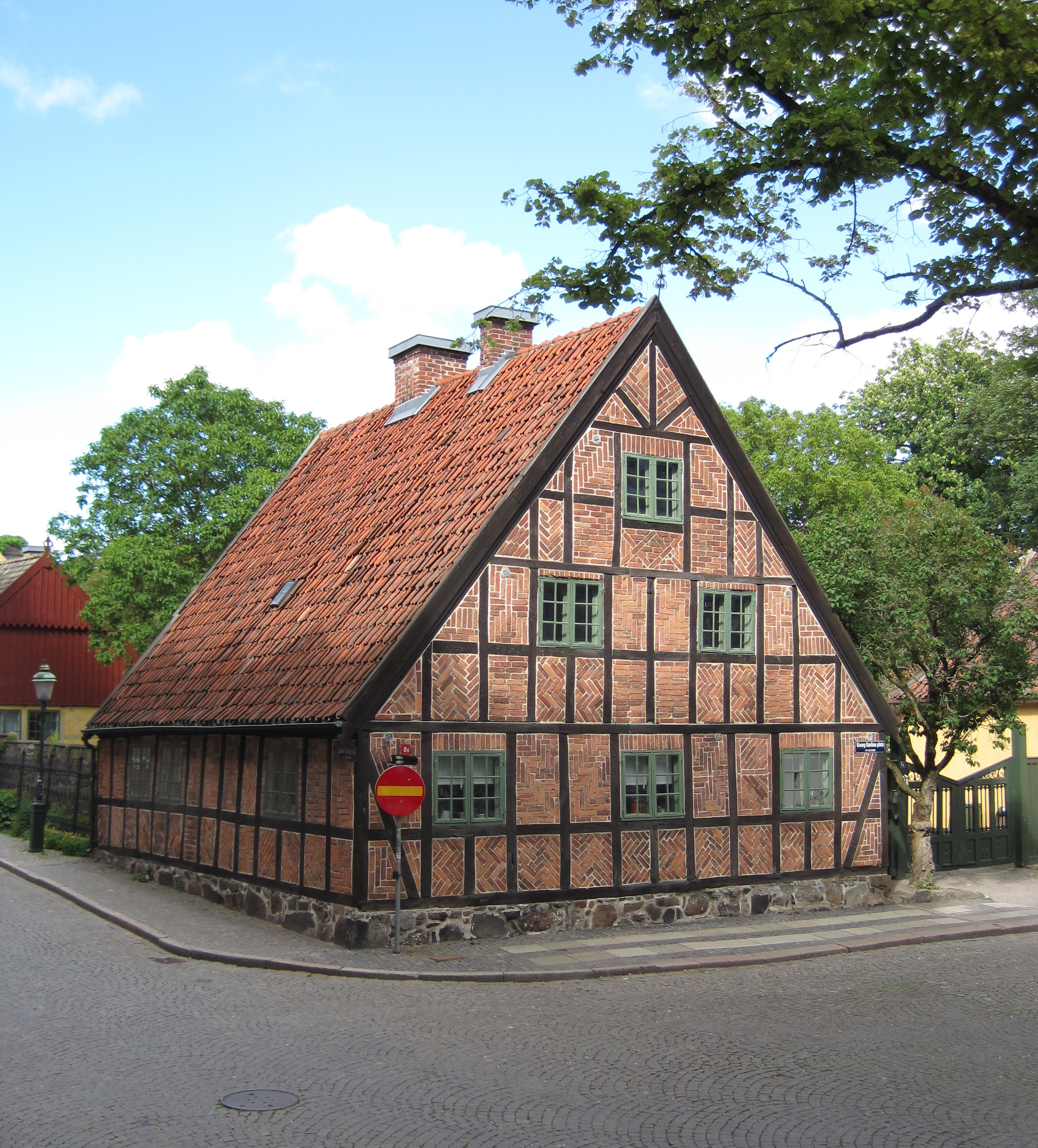
Locus Peccatorum.

Friluftsmuseet visar en varierad kulturmiljö med historiska, sociala och geografiska dimensioner. Här finns en kombination av gatumiljöer, trädgårdar och byggnader med föremålssamlingar. Byggnaderna är både sådana som ursprungligen uppförts på plats och sådana som flyttats dit som museibyggnader sedan Kulturen i Lund invigdes 1892.
Friluftsmuseet anlades efter det så kallade paviljongsystemet med inspiration från 1800-talets världsutställningar. Det nyskapande med friluftsmuseet var att publiken fick uppleva historiska byggnader, föremål och utemiljöer tillsammans, som en helhet. Det vanliga på museer då var att föremålen visades i montrar i särskilda utställningsbyggnader. På Kulturen i Lund visades boende- och verksamhetsmiljöer från de fyra stånden – adel, präster, borgare och bönder – dvs. stånden i Sveriges riksdag före införandet av tvåkammarriksdagen 1866. Till det ursprungliga friluftsmuseet har fler tomter med befintliga historiska hus lagts till och fler byggnader har flyttats dit. 
Nedan redovisas några av byggnaderna i friluftsmuseet på Kulturen i Lund.

### Allmogehallen
Byggnaden uppfördes 1853 som stall och uthus till de två bostäderna i Vita huset. Tomten var delad i två delar, en för varje familj, avgränsad av en hagtornshäck. I byggnaden fanns stall med spiltor för nio hästar, foderhus, loge och vedbod. I ett nu rivet hus fanns dessutom gödselstad, svinhus och tre dass. 1917 köpte staden Lund fastigheten och använde den för bland annat renhållningsverket.
År 1927 köpte Kulturen fastigheten och byggde om den för utställningar om jordbruks- och allmogehistoria. De öppnades 1929 och byggnaden kallas sedan dess Allmogehallen.

### Arbetarbostaden
Huset mot gatan byggdes 1849 av murargesällen Måns Persson Bergsten. På bottenvåningen fanns två lägenheter och på ovanvåningen tre rum. Som mest bodde här och i Gårdshuset 16 personer. Gården är typisk för svenska städer, med stenbeläggning, uthus och dass. Fastigheten köptes av Kulturen 1924, och beboddes fram till 1960-talet.

### Berlingska huset
Huset flyttades 1911 från Lilla Gråbrödersgatan i Lund till Kulturen. Det är Lunds äldsta bevarade korsvirkeshus och sannolikt byggt vid 1600-talets slut. Den höga tegelgrunden är från medeltiden och från ett hus som en gång var residens för sockenprästen i Nicolai församling. Det branta taket, lagt med enkupigt tegel, är typiskt för mer påkostade hus från den tiden. Huset har fått sitt namn efter boktryckarfamiljen Berling som bodde i huset under större delen av 1800-talet. De lekfulla tegelmönstren med bland annat väderkvarnar är ett tillägg gjort på Kulturen.

### Borgarhuset

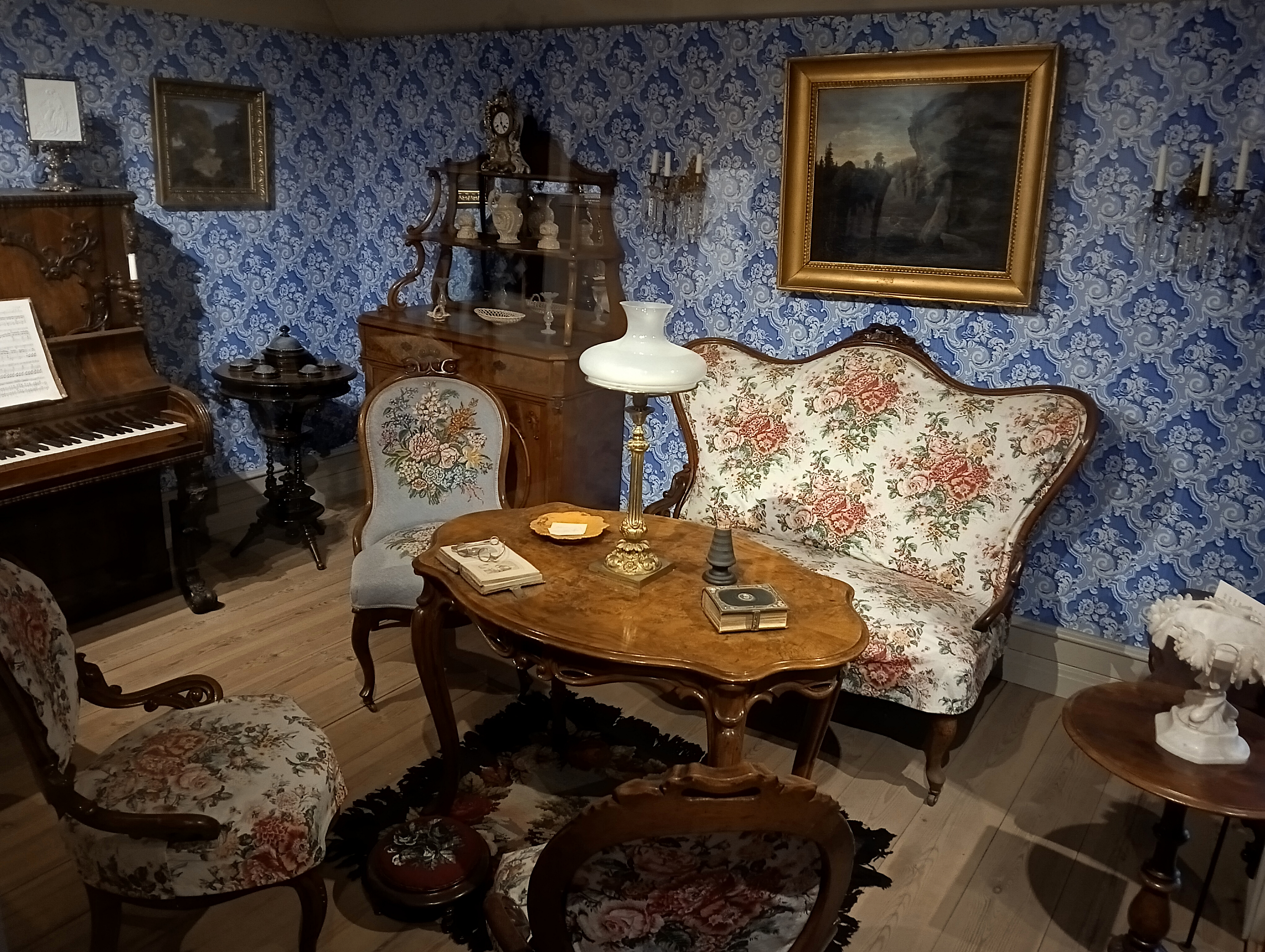
I rum 16:4 i Borgarhuset finns detta rum i nyrokoko med möbler från omkring 1850

I Malmö revs 1891 den Lembkeska korsvirkesgården från 1500-talet. Kulturen använde de snidade skulpturerna från huset och arkitekten Henrik Sjöström ritade en idealiserad bild av ett renässanshus. Huset som stod färdigt 1892, kallades först Malmöhuset, men sedan Borgarhuset. Det ingick i Kulturens gestaltning av bostäder från den gamla riksdagsindelningen i de fyra stånden: adel, präster, borgare och bönder.
På 1890-talet fanns några interiörer med exempel på borgerligt boende, men största delen var expeditionslokaler för museet och bostad för museets chef. Först 1917 fanns det utställningar i hela huset.

### Dekanhuset
Dekanhuset, alternativt Dekanresidenset, är ett medeltida tegelhus på Adelgatan i Kulturkvadranten.
Husets nedre del byggdes på 1200-talet som en del av ett bostadshus. Den övre delen stammar från 1400-talet. Huset låg tidigare på Kyrkogatan 17, men hotades av rivning. Karlin hade redan 1903 kämpat för att huset skulle bevaras på befintlig plats, men misslyckats. Istället inköpte han huset för Kulturens räkning och 1908 uppfördes det på sin nuvarande plats. Byggnaden var där den stod kraftigt ombyggd i senare tid och Karlin lät riva de modernare delarna, samtidigt som de medeltida delarna delvis fick rekonstrueras. Karlin döpte först huset till "Kalendehuset" då han ansåg att det varit de medeltida Kalendebrödernas gillehus. 1946 kunde dock stadsantikvarie Ragnar Blomqvist visa att byggnaden inte varit Kalendebrödernas gillehus, utan i slutet av medeltiden varit bostadshus åt dekanen, och har därefter kommit att kallas "Dekanhuset".

### Locus Peccatorum
Locus Peccatorum (lat. "Syndernas hus") är en byggnad från början av 1700-talet i hörnet av Adelgatan och Sankt Annegatan. Den tjänade under 1700- och 1800-talen som så kallad studentkasern och ägdes under det tidiga 1800-talet av professorn och universitetsrektorn Anders Otto Lindfors (1781–1841).
År 1829 inträffade här den händelse som givit upphov till byggnadens namn. En sinnessjuk student, Jacob Wilhelm Blomdahl (1804–1830), son till prosten Johan Ulric Blomdahl, slog ihjäl studiekamraten Andreas Emanuel Landén (1807–1829) under ett slagsmål. Gärningsmannen dömdes av universitetets konsistorium till döden och halshöggs ute på Norra Fäladen.
Byggnaden tillhör Kulturen sedan år 1898.

## Chefer för Kulturen
- Georg J:son Karlin 1882–1934
- Sven T. Kjellberg 1934–61
- Bengt Bengtsson 1961–77
- Eva Nordenson 1977–82
- Anders W. Mårtensson 1982–93
- Margareta Alin Hegelund 1993–2007
- Anki Dahlin 2007–september 2017
- Gustav Olsson september 2017–[5]